# Alarik I.
Alarik I., vizigotski kralj, * 370, † 410, Italija.
Alarik I. je bil vodja Vizigotov, ki so se leta 376 naselili v današnji Bolgariji.
Kot sposoben vojaški poveljnik je oplenil Trakijo, Makedonijo, Grčijo do Peloponeza ter ogrožal celo Bizantinsko cesarstvo.
Po dogovoru z Bizancem je spremenil smer napredovanja in se usmeril na zahod. leta 401 je vdrl v Italijo. Leta 410 je zavzel in oplenil Rim; istega leta pa je umrl v Italiji.